# 卡尔·米勒 (天文学家)
卡尔·米勒 （捷克語：Karl Müller，1866年—1942年）是一位捷克政府官员和业余天文学家。
他曾与玛莉·阿德拉·布莱格合作，一起为国际天文联合会新组建的月球委员会创建了一套有关月表特征的标准名称。1935年他与布莱格共同创作完成了二卷的《已命名的月面结构》，成为该学科的标准参考。
月球上的穆勒陨石坑就是以他的名字命名的。